# STEINS;GATE
『STEINS;GATE』（シュタインズ・ゲート、他表記：Steins;Gate）は、5pb.（現・MAGES.）より発売された日本のアドベンチャーゲーム。略称は「シュタゲ」。ファーストバージョン（原典）はXbox 360にて2009年10月15日に発売された。
本項ではゲーム原典、他これを原作としたメディアミックスの結果生まれた下記作品についても記載する（他のメディア展開作品については該当する各節を参照）。
- ゲーム版スピンオフ作品 → スピンオフ作品
  - 『STEINS;GATE 比翼恋理のだーりん』
  - 『STEINS;GATE 変移空間のオクテット』
  - 『STEINS;GATE 線形拘束のフェノグラム』
  - 『ファミコレADV シュタインズ・ゲート』
- 舞台『LIVING ADV「STEINS;GATE」』→舞台
- パチスロ『想定科学パチスロ STEINS;GATE 廻転世界のインダクタンス』→パチスロ

続編としてβ世界線が描かれるPlayStation 4/PlayStation 3/PlayStation Vita用『STEINS;GATE 0（シュタインズ・ゲート ゼロ）』が2015年12月10日に発売。2017年2月22日にはXbox One版がダウンロード専売で配信された。

## タイトル名
タイトルロゴは冒頭の画像の通り「Steins;Gate」だが、タイトルのテキスト表記では大文字の「STEINS;GATE」であり、ロゴ・テキストはいずれも一貫してシリーズで統一されている。
「シュタインズ・ゲート」という言葉は、作中の設定では主人公の造語とされているが（詳細は「用語」を参照）、「シュタイン（運命石）」は物理学者であるアルベルト・アインシュタインに由来しており、それゆえアインシュタインの相対性理論など、物理学の要素が物語中に組み込まれている。

## 内容
2010年の現代日本を舞台としており、『CHAOS;HEAD』と世界観を共有するが、渋谷から秋葉原に舞台を変えており、登場人物・ストーリーに直接の繋がりはない。
作中には架空の事物と共に実在する企業や大学、商品が実名で登場するほか、現実に流布している都市伝説や陰謀論への言及、インターネットスラングなども話題として登場する。物語の核心には、かつてインターネット上に現れ未来人を名乗った実在の人物であるジョン・タイターが語った内容が組み込まれており、また主人公の言動や携帯電話を使ったゲームシステムも、インターネット上に流布する「食堂の男」あるいは「ラ・ヨダソウ・スティアーナ」と呼ばれる小噺がモチーフとなっているなど、虚実の入り混じった物語が展開される。
物語の序盤はやや難解な内容となっており、また中盤では重い展開になるものの、ストーリー中には非常に多くの伏線が張り巡らされており、終盤では物語の結末に向けて一気に収束していくという構成を取っている。その内容を評して「エンディングまで到達した後で、記憶を消してもう一回プレイしたい」作品であると形容されることもある。
物理用語でない「世界線」と言う言葉はシュタインズ・ゲートが初出であり、その言葉は他の作品などにその概念と共に利用されている。

### ゲームシステム
サウンドノベル形式のアドベンチャーゲームである。6つのマルチエンドを採用しており、仲間の命と作中における人類の未来が、主人公の選択によって左右される。
本編では、物語の中盤以降の各章でヒロイン一人一人に焦点が当たっていく構成となっており、各ヒロインのルートへの分岐が設けられている。分岐が発生すると、その章でのヒロインと結ばれて物語が終了する。誰とも結ばれることなく物語を進め、規定のフラグを立てることで最終章へと進むことができ、トゥルーエンディングへの道が開かれる。
本作品では通常のアドベンチャーゲームのような選択肢はなく、代わりにフォーントリガーという携帯電話を使ったシステムが重要となる。場面ごとに送受信するメールや登場人物との通話のタイミングによって物語が分岐し、たった一通のメール、一本の電話が大きくルートを変える場合もある。
ゲーム中には詳細な用語辞典が用意されており、作中に登場する実在の事物やネットスラング、架空の設定の解説を閲覧することができるようになっている。

## 作品一覧

### 本編
Xbox 360版
ティザーサイトが開設された後、2009年6月12日に『CHAOS;HEAD』に続く、5pb.とニトロプラスのコラボレーション企画「科学アドベンチャーシリーズ」2作目として発表された。制作コンセプトは「99パーセントの科学と1パーセントのファンタジー」。
開発当初は、フォーントリガーシステムと関連してユーザーが所持する本物の携帯電話を使用したシステムの実装も検討されていたが、ユーザー全員が携帯電話を持っているとは限らないことや、当時はXbox Liveを携帯電話とリンクできなかったという技術的な問題、さらには個人情報保護法に抵触してしまうことが発覚したため、結局採用されなかった。
ソフトは2009年10月15日に日本市場で発売され、その週の発売本数はファミ通調べで約1.6万本に達した。
2017年5月には次世代機種Xbox Oneの後方互換機能に本作が対応し、プレイが可能になった。2020年時点の最新機種であるXbox Series X/Sでも本作および後述する関連作品・続編のXbox 360版が総て後方互換機能を使いプレイが可能。
Windows版
2010年8月26日にWindows版が発売された。以下の要素が追加されている。
- 漆原栄輔、秋葉幸高、4℃の立ち絵追加
- 新規CG追加
- 背景画の修正
- 店舗名の修正
- 専用イメージソングを使用したPV（テーマソングに変更はない）
- 「まゆりのトゥットゥルー光線が発動!? 能力の効果によってコスプレせざるをえない！ パッチ」（通常版の予約購入特典であったが、廉価版〈パッケージ・ダウンロード〉では標準搭載されている）
- 初回プレイ時のオンライン認証機能

コスプレパッチと認証機能を除いた要素は、Xbox 360版でもDLC（ダウンロードコンテンツ）として『演出強化パック』2010年9月24日に配信された。実績に250ポイント分が追加される。当初は解除した実績がXbox Live上で正常認識されないという不具合が発生していたが、現在は修正されている。
音源はXbox 360版の5.1chから2.1chに削減。画面サイズは720pから1024×768（ゲーム画面は1024×576）に変更されている。
初期バージョンでは、既読機能が正常認識できない、一部のエンディングに到達できない、特定の場面でフリーズするなどの多数の重大なバグが問題となっていた。ニトロプラスは公式サイトで謝罪をした上で、2010年9月3日と9月17日に修正パッチを配信し、現在では重大なバグは概ね修正されている。ただし、パッチ適用前と後ではセーブデータの互換性がないので、パッチ適用後はゲームを最初からやり直す必要がある。また、本作は2010年現在のWindows用アドベンチャーゲームとしては要求スペックが比較的高いため、低スペックマシン向けの演出軽減パッチも用意されている。
志倉はtwitter上で、Windows版はニトロプラスの管轄になるため、上記の不具合に関して5pb.として手が出せないと語っている。これは前作『CHAOS;HEAD』も同様であるとのこと。
PSP版
2011年6月23日にPlayStation Portable版が角川書店より、Xbox 360版のDLCやWindows版で追加されたCGと、新規OP・ED曲を収録した形で発売。発売週には6万本以上を売り上げ、移植元よりも好調となる結果を残した。
なお、PSP版はデータインストールに対応していない。これは、データインストール用の領域を用意するとメディア1枚に収まらないことがわかっていたためあえて見送ったとのこと。
また、角川書店はPSP版発売に伴いTwitterアカウント「psp_sg」を作成し、本作のツイートに対して非公式RTを使用しPSP版の販促を行った。その際、悪目立ちするようなツイートがあり、志倉千代丸へ問い合わせが行われた後に角川書店によるPSP版公式アカウントであることが判明し、その後、アカウントが削除されるという騒動があった。その後、7月8日に新公式アカウント「ks_sg」が作成されている。
iOS版
同年6月22日、Xbox 360版をベースとしiOSへの移植版が同年夏に配信されると発表され、同年8月25日配信を開始した。iPad版はタイトルに「HD」が付き、iPhone/iPod touch版とは別アプリ扱いとなる。iPhone/iPod touch版はRetinaディスプレイに対応し、端末を縦向きにすることでフォーントリガーを呼び出すギミックを搭載（ただしiOS側で縦固定に設定していると動作せず、アプリ単位で解除する機能もついていない）、iPad版はHDグラフィックに対応し、画面右端をスワイプすることでフォーントリガーを呼び出す形式にしている。iOS版にはアニメの製作委員会である「未来ガジェット研究所」が協力としてクレジットに名を連ねている。
PS3版、PS Vita版
2012年5月24日にPS3版が、2013年3月14日にPS Vita版が発売された。OPはPSPから変更となっている（PS3とVitaは同じ）が、基本的にはPSP版を高解像度化した仕様となっている。
PS Vitaに関しては『比翼恋理のだーりん』と同時発売。2作セットの『STEINS;GATE ダブルパック』も発売された。
Android版
2013年6月26日配信。iOS版のシステムが踏襲されている。第一章のみ無料でプレイする事が可能で、第2章以降はアプリ内課金での購入となる。
PS4版
2015年12月10日にPS4で発売された続編「STEINS;GATE 0」の初回特典として、「STEINS;GATE」のダウンロード版が付けられた。単体での販売はされておらず、未使用のプロダクトコードを入手したとしても期限切れでダウンロードすることは出来ない。そのため、現在は入手不可能となっている。PS3版との違いとして、HD化されていて非常にクリアになっているが、ジャギーが見られる箇所がある。また、トロフィーには非対応である。
Steam版
2016年9月9日には『STEINS;GATE』のSteam版が配信。Windows 8.1, 10に対応。日本語版と同時に英語版も配信する（後に中国語にも対応した）。本作がMAGES.のSteamへの参入第1弾タイトルとなる。
Windows上で動作するが、以前発売されたWindows版とは異なりPS4版と同等のHDバージョンとなる。ただしPS4とは違い、トロフィーに対応している。
その他
2011年6月16日には後述する『比翼恋理のだーりん』発売を記念し、Xbox 360 プラチナコレクションとして本編の廉価版が発売された。またこの廉価版と『比翼恋理のだーりん』がセットになった『STEINS;GATE ダブルパック』も同時に発売された。プラチナコレクション版は、DLCやWindows版で追加された新規CGや新規イメージソングなどの要素が収録された形での発売となる。
2011年9月16日には、Windows版の廉価パッケージの発売とダウンロード版の配信が開始された。廉価版では、通常版の予約購入特典であった「まゆりのトゥットゥルー光線が発動!? 能力の効果によってコスプレせざるをえない！ パッチ」が標準搭載されている。

### STEINS;GATE ELITE
読みは「シュタインズ・ゲート エリート」。原典のシナリオは概ねそのままに、グラフィックを（ほぼ）全てTVアニメ版をベースとしたセルタッチアニメ映像に再構築したバージョン。TVアニメで描かれなかったルートについては、アニメを制作した「WHITE FOX」が新規作成している。PlayStation 4版・PlayStation Vita版・Nintendo Switch版がリリースされた（内容は全て同一）。
MAGES.の志倉は、従来までの「テキスト形式のアドベンチャーゲーム」を進化させるため『やるドラ』のようにアニメーションを大々的に取り入れる案を検討しており、テレビアニメから素材流用させてもらう形で『ロボティクス・ノーツ エリート』を制作、そしてこの『シュタインズ・ゲート』では、既に放送された2クール分で7000カット以上の「テレビアニメの素材をさらに有効活用するという発想から、本企画がスタートしました」と本作開発の経緯について語っている。このように、アニメの素材をフル活用・リメイクしてゲームに落とし込んでいく本作を同社では「フルアニADV（フルアニメーションアドベンチャー）」と呼称しており、2020年には続編『STEINS;GATE 0』の「ELITE」版も開発中と発表している。

### スピンオフ作品
STEINS;GATE 比翼恋理のだーりん（シュタインズ・ゲート ひよくれんりのだーりん）
2011年6月16日にはXbox 360用にファンディスク『STEINS;GATE 比翼恋理のだーりん』が発売。本編とは異なり、シリアス要素が無い甘々なギャルゲー的展開が終始繰り広げられる、外伝的な作品。2012年4月26日にはPSPに完全移植、予約特典は未来ガジェット12号機「だーりんのばかぁ」を模したストラップ。
2012年5月24日にはPlayStation 3版が発売
2013年3月14日には本編と合わせてPlayStation Vita版が発売（ダブルパックも同時発売された）。
2013年10月3日にはiOS版の配信が開始された。本編のiOS版と異なりユニバーサルアプリとなっている。iCloudに対応しており、iPhone/iPod touch/iPadでセーブデータを共有できる。
2017年5月19日にはXbox 360版が本編同様、Xbox One 下位互換機能に対応。
2019年3月20日には本作を収録したNintendo Switch用ソフト『STEINS;GATE ダイバージェンシズ アソート』が発売。
2019年12月11日にはPC版(Steam 配信)が発売。
STEINS;GATE 変移空間のオクテット（シュタインズ・ゲート へんいくうかんのオクテット）
MAGES.が立ち上げたPC用新ブランド“Gigas Drop.”より、2011年10月28日に発売。本作を「もしPC-88で再現したらどうなるか？」をコンセプトに、このゲームのため新規に製作したオリジナルシナリオを「8ビットパソコン時代のアドベンチャーゲーム（ADVゲーム）」風に再構成した作品。初回出荷分に限り、レトロゲーム風パッケージ仕様、サウンドトラック（8bit仕様）同梱。製作発表以来、長らく「シュタゲ8bit」という略称で呼ばれていたが、2011年7月21日に正式な発売予告が行われ、正式タイトルや対応ハードが明らかになった。
8ビットPC風というコンセプトを徹底追求した結果、新たに描き起こしたグラフィックはデジタル8色のライン&ペイント方式で描画。BGMはFM音源+PSG音源をエミュレート出力。ゲームのシナリオ進行（行動）方式もADVゲーム黎明期にはスタンダードだった英単語コマンド入力型を採用している。開発はエムツー。
STEINS;GATE 線形拘束のフェノグラム（シュタインズ・ゲート せんけいこうそくのフェノグラム）
2013年4月25日に5pb./MAGES.よりPS3とXbox 360が2種同時に発売された。ラボメンメンバーを中心とした主な登場人物たちのショートシナリオ全10種で構成された、オムニバス形式のADVゲームでジャンルは想定多元アドベンチャー。複数のライターが参加している。0%世界線、3%世界線、4%世界線の話を主題としている。数量限定版と通常版が発売され、数量限定版にはキャラクターボイスが聞ける岡部倫太郎の携帯電話レプリカが収録された。PS Vita版は2013年11月28日に5pb./MAGES.より発売された。初回限定盤にはキャスト座談会である撮りおろし番組『4℃のから騒ぎ』の映像を収録したDVDが同梱された。
2017年5月19日にはXbox 360版が本編同様、Xbox One 下位互換機能に対応。
前述した『ELITE』PS4/PS Vita版の初回特典として、PS4版のHDリマスター版がダウンロードプレイ出来た（ただしPS Vita版を購入してもダウンロード出来るのはPS4版のみ）。単体での販売はされておらず、未使用のプロダクトコードを入手したとしても期限切れでダウンロードすることは出来ない。そのため、現在は入手不可能となっている。
2019年3月20日には本作を収録したNintendo Switch用ソフト『STEINS;GATE ダイバージェンシズ アソート』が発売。
ファミコレADV シュタインズ・ゲート
『ELITE』Nintendo Switch版の初回特典として封入されるダウンロード(DL)コードによりプレイ出来る非売品ソフト。開発は『変移空間』以来となるエムツーが担当。
「もしもファミコン全盛期の1987年に『シュタインズ・ゲート』を作ったら?」というイメージで、グラフィックやゲームデザインをファミコン風に再構成し、シナリオは本家のダイジェストをベースに新規で制作された。
なお「ファミコン風」と書いたが実際はエムツーがファミコンのスペック・規格に準じて開発しており、ファミコン実機でのプレイが可能なカセット（こちらも非売品）も作成された。
2024年4月11日に『ELITE』 Switch版のグッドバリューバージョン（廉価版）がリリースされる事を受け、実体物（パッケージ）として販売される版にのみDLコードが再度封入される。

### STEINS;GATE 0
2015年12月10日に5pb./MAGES.よりPS3、PS4、PS Vitaの3機種で同時発売。β世界線で岡部倫太郎が牧瀬紅莉栖を救うのを諦めたら、という結末で時間が経過した世界で進行する。
ドラマCD『無限遠点のアークライト』、外伝小説『閉時曲線のエピグラフ』『永劫回帰のパンドラ』『無限遠点のアルタイル』と言ったβ世界線を描いたシリーズを原作とし、それらの内容を包括している。
2016年8月26日にはWindows版で発売された。2017年2月22日にはXbox One版がダウンロード専売で配信された。
2019年3月20日には本作と『比翼恋理のだーりん』、『線形拘束のフェノグラム』を収録したNintendo Switch版『STEINS；GATE ダイバージェンシズ アソート』が発売。
本作では主人公の岡部の携帯電話はフィーチャーフォンからスマートフォンに乗り換えられ、それに伴って無印の物のシステムから新たなシステムを導入している。
なお、本作のタイトルロゴのみ他では存在する世界線表記が描かれていないものとなっている。

## ストーリー

### 本編のストーリー
以下に記すのは、いわゆるトゥルーエンドに至るストーリーである。実際のゲームでは、各ヒロインと結ばれるエンディングが途中から派生するが、各エンドの詳細は省略する。
プロローグ
秋葉原を拠点とする総勢3人の小さな発明サークル「未来ガジェット研究所」のリーダーである厨二病の大学生・岡部倫太郎は、研究所のメンバー（ラボメン）である橋田至（ダル）や幼馴染でもある椎名まゆりと共に、日々ヘンテコな発明を繰り返していた。
2010年7月28日、岡部はまゆりと共に向かったラジ館で、わずか18歳の天才科学者・牧瀬紅莉栖と出会う。ところがその後、ラジ館の8階奥で何者かに刺され血溜まりの中に倒れている紅莉栖を発見。岡部は、そのことをメールでダルに報告する。直後、謎の眩暈に襲われた岡部が我に返ると、ラジ館屋上には人工衛星らしきものが墜落しており、周辺は警察によって封鎖されていた。また、先ほど送信したばかりのメールがなぜか5日前の日付でダルの携帯に受信されていて、周囲が話す直近の出来事と岡部の記憶している出来事は噛み合わない。そして最も信じがたいことに、ラジ館で確かに刺殺されたはずの紅莉栖が、何事もなかったかのような様子で岡部の前に現れる。
タイムマシンの発明
岡部は紅莉栖を新たなラボメンとして迎え入れ、未だ仕組みが解明できていない発明品である電話レンジ（仮）の研究を行う。
やがてダルや紅莉栖の検証の結果、電話レンジ（仮）は携帯メールを過去へと送るタイムマシンとしての機能を備えていたことが判明する。「Dメール」を過去に送信するたびに、「世界線の移動」と呼ばれる現象が発生して、メールの内容による過去改変で人々の記憶が書き換えられるが、なぜか岡部だけは改変前の記憶を持続できる能力（リーディング・シュタイナー）を持っていた。
岡部は電話レンジの研究を進める一方、突如ネット掲示板に現れたジョン・タイターという未来人を自称する人物に接触する。欧州の素粒子物理学の研究機関・SERNを警戒するタイターの書き込みを見て、岡部は何らかの情報を得ようとSERNへのハッキングを実施。その結果、SERNがタイムマシンに関する重大な秘密を握っていることを知ってしまう。
Dメール実験を繰り返す中で、皆それぞれに変えたい過去を隠し持っているラボメンは、Dメールによってそれを修正しようと次々に過去改変を行う。これらの改変は一見些細なものでも、バタフライ効果によって予測できない大規模な影響を周囲にもたらしていく。さらに、ダルと紅莉栖は電話レンジの機能を拡張し、SERNが開発したLHCの技術を利用することにより、記憶を過去の自分自身に届けるタイムリープマシンを完成させる。
しかし偶然とはいえタイムマシン開発に成功してしまった岡部らは、タイムマシンを狙う本物の秘密組織によって思わぬ悲劇に見舞われることとなる。
過去改変による惨劇の回避
仲間たちの願いが反映された現在の世界線（α世界線）には、絶望的な未来が待ち構えており、それがラボメンの一人の命運にも関わっていて、タイムリープマシンを使って何度やり直しても、その残酷な結末を変えようとする試みは「世界線の収束」により阻まれてしまう。この結末を変えるためには、世界線そのものを大きく変えて「世界線変動率1%台のβ世界線」を目指さねばならないが、そのためには今まで送ったDメールを消してすべての過去改変をキャンセルする形で、ラボメンたちの思いを犠牲にしなければならなかった。
やがて岡部は、β世界線へ移動したとしてもまた別の惨劇が起こることを知る。つまり、いずれの世界線でも大切な仲間の一人に悲劇の手が伸びるが、そのどちらかを選択しなければならないのだ。誰ひとりとして仲間を見捨てることなどできない岡部はα世界線から移動することを躊躇するものの、β世界線で犠牲になる当人自身に進むべき道へと後押しされ、とうとうβ世界線へ移動することを選ぶ。
大切な仲間がひとり欠けた世界で喪失感に苛まれる岡部だったが、思わぬ形で与えられた「本当の未来技術」を用いて、仲間や世界の命運のためにもう一度立ち上がることを決意する。
「過去の岡部が観測し確定した事実は変えられない」という制約条件のもとで、時空間的に絡み合った謎を解きほぐし、全ての仲間たちが無事でいられる理想の世界線へとたどり着く方法はあるのか？

### 『変移空間のオクテット』のストーリー
紅莉栖を助け出し、シュタインズゲートに到達してしばらく経ったある日、岡部は突然目眩のような感覚に襲われると同時に、2025年の自分からのDメールを受信する。そのメールの内容は、「疾風迅雷のナイトハルト」なる人物が幻のレトロPC・IBN5100を入手したことで、世界中の基幹産業が全て萌え産業にすり替えられてしまい、2025年の世界は大恐慌に陥っている。IBN5100を彼の手から奪還せよ」というものであった。

### 『STEINS;GATE 0』のストーリー
紅莉栖のいない世界線
β世界線に戻った岡部は、過去に戻り紅莉栖を救う好機を得たものの、世界線の収束という巨大な壁を前にして紅莉栖を救うことを諦めてしまった。それから4か月。岡部は紅莉栖を失ったことへの深い絶望を抱きながらも、平凡な大学生活を送り、ラボからも足が遠のいていた。一方、悲劇的な未来を変えるために2010年にやって来た阿万音鈴羽は、まだ紅莉栖の救出を諦めてはいなかった。
かつて紅莉栖が在籍していたヴィクトル・コンドリア大学のレスキネン教授の人工知能に関するセミナーに出席した岡部は、同大学の研究者・比屋定真帆と知り合う。岡部は紅莉栖の記憶をベースにした人工知能「アマデウス」のテスターとなり、端末を通して人工知能の紅莉栖と交流を深める。まゆりの発案によりラボメン参加のクリスマスパーティが開かれ、真帆もラボに打ち解けていく。
そんな中、鈴羽はタイムマシンに一緒に乗せていた少女・椎名かがりが1998年の秋葉原で行方不明になっていることを打ち明け、ラボメンたちに捜索への協力を求めるが手掛かりは見つからなかった。ダルは調査のプロであるという桐生萌郁に捜索を依頼する。
そして年末、るかが紅莉栖にそっくりな記憶喪失の少女を連れてくるが、彼女が成長した椎名かがりその人であると判明する。
α世界線での邂逅
正月、初詣を終えたラボメンたちはラボでパーティを開く。真帆は一同にアマデウス紅莉栖を紹介するが、突然アマデウスの接続が遮断される。そこへ武装した謎の集団が押し入り、かがりを連れ出そうとするが、天王寺の助けで難を逃れる。
そして、アクセス不能のアマデウス紅莉栖から助けを求める着信が入る。その直後、岡部にリーディングシュタイナーが発動し、世界線が変動。気がつくとそこには本物の紅莉栖がいたが、岡部が迷い込んだのは世界線の収束によってまゆりが死んでしまったα世界線だった。紅莉栖は岡部が別の世界線から来たことを察知し、束の間の逢瀬を経てβ世界線に帰還させる。
かがりの失踪
病院のベッドで目覚めた岡部は、真帆の周囲で不審な事件が起こっていることを聞く。真帆はアメリカ帰国が決まり、アマデウス紅莉栖も復旧。真帆は岡部に、紅莉栖の遺品にロック解除できないノートパソコンがあると打ち明ける。パソコンに入ったタイムマシンに関する論文のデータが第三次世界大戦のきっかけとなるため、世界を破滅させるパンドラの箱と戦慄する岡部。その論文データを狙う武装した工作員たちに襲われ絶体絶命となるが、他国の工作員が現れ、銃撃戦のなかでパソコンは破壊される。真帆はアメリカに帰国し、岡部のアマデウス紅莉栖のテスターとしての役目も終わる。
かがりはまゆりの口ずさむ歌を聞いて、彼女が自分の「ママ」だったことを思い出す。まゆりに甘えるかがりに鈴羽はいらだち、険悪な雰囲気に。まゆりはかがりを元気づけるパーティを開く。岡部は萌郁の案内で、1998年に行方不明になって以降、かがりが何者かに捕らえられていたと思しき施設跡を発見する。同じころ、パーティに向かっていたはずのかがりが突如として失踪してしまう。
電話レンジ（仮）の再現
かがりの失踪から数か月。夏のある日、鈴羽はラボで黒いライダースーツ姿のかがりに襲撃され、彼女が洗脳されていると確信する。
鈴羽とダルはタイムリープマシンを作るため、真帆に再び日本に来るよう要請する。真帆はダルに協力し、密かに電話レンジ（仮）の再現を試みるが、これを知った岡部は激怒。過去を変えてはならない、タイムマシンがあってはならないと語気を荒くして主張する岡部に、真帆はまゆりも紅莉栖も死なず第三次世界大戦も起きない「シュタインズゲート」を探すべきだと説得する。皆の思いが交錯する中、まゆりは自分のために岡部が苦しんでいると察し苦悩する。
レスキネン教授の襲撃
鈴羽はタイムマシンに残されたわずかな燃料で2010年8月21日に戻ると決める。まゆりも岡部のため、鈴羽とともにタイムマシンに乗り込む。そこへ武装集団が襲い掛かるが、再び現れたかがりが身を挺して工作員たちからまゆりと鈴羽を守る。
そしてまゆりを追ってきた岡部に、レスキネン教授が自身の正体と衝撃的な真相を明かす。鈴羽とまゆりの乗ったタイムマシンは転移の途中でヘリからミサイルで破壊されたが、タイムマシンの残骸は部分的にしか存在せず、二人の遺体も見当たらないという不可解な状況に陥る。
復活、そして過去改変へ
岡部はタイムリープで二人を救うと決意。ダルと真帆が作ったタイムリープマシン2号機で過去に飛ぶ。一時2036年の未来で目覚めてしまう事態に見舞われるものの、2036年から3000回以上のタイムリープを繰り返し、ついに鈴羽とまゆりが旅立つ2011年7月7日に戻る。岡部はラボで高笑いをあげ、長い間封印していた「鳳凰院凶真」として復活する。
悲劇の回避のためラボメンたちからの協力を得るが、タイムマシンがヘリに爆撃される結末は変えられない。結果的に、岡部たちは過去のダルに「Dライン」を送り、アマデウス紅莉栖の存在を消失させるという苦渋の決断をする。Dラインによる世界線変動の影響で状況は変化し、岡部は鈴羽とまゆりのタイムマシンが過去に飛び立つ瞬間の観測に成功する。
鈴羽とまゆりの救出
無事に1年前のラジ館に戻ったまゆりはその場にいた過去の自分に電話をかけ、紅莉栖の救出に失敗し心が折れそうになっている鳳凰院凶真を叱咤激励するよう伝える。過去の岡部と鈴羽が乗っているタイムマシンとの鉢合わせを避けるために再度飛び立ったタイムマシンは燃料がなくなり、時空を彷徨った果てに紀元前18000年に流れ着く。
帰るあてのない鈴羽とまゆりの前に、もう一台のタイムマシンがあらわれる。そこではタイムマシンの試作機で2025年から二人を迎えに来た岡部が、不敵な笑みを浮かべていた。

## 登場人物
ここでは主要人物として「未来ガジェット研究所」のメンバーである「ラボメン」のみを一覧にする。
| No.                     | 名前        | あだ名                   | 特技・特徴                 | 趣味・嗜好                 | 声優       |
| ----------------------- | ----------- | ------------------------ | -------------------------- | -------------------------- | ---------- |
| 001                     | 岡部 倫太郎 | オカリン、鳳凰院凶真     | 厨二病的な言動             | ドクターペッパー           | 宮野真守   |
| 002                     | 椎名 まゆり | まゆしぃ☆、まゆ氏        | コスプレ                   | ジューシーからあげNo.1     | 花澤香菜   |
| 003                     | 橋田 至     | ダル、スーパーハカー     | ハッキング、プログラミング | 美少女ゲーム、電気工作     | 関智一     |
| 004                     | 牧瀬 紅莉栖 | 助手、クリスティーナ     | 脳科学研究と実験           | @ちゃんねらー              | 今井麻美   |
| 005                     | 桐生 萌郁   | 閃光の指圧師             | 執筆、メール入力           | 極度の携帯依存症           | 後藤沙緒里 |
| 006                     | 漆原 るか   | ルカ子                   | 男の娘、巫女服             | 岡部に恋している           | 小林ゆう   |
| 007                     | 秋葉 留未穂 | フェイリス・ニャンニャン | 厨二病的な言動、ネコミミ   | 雷ネットアクセスバトラーズ | 桃井はるこ |
| 008                     | 阿万音 鈴羽 | バイト戦士               | 格闘技、サバイバル         | マウンテンバイク           | 田村ゆかり |
| β世界線での追加メンバー |             |                          |                            |                            |            |
| 009                     | 比屋定 真帆 | ロリっ子                 | 脳科学研究と実験           | レースゲーム、ジャンク品   | 矢作紗友里 |
| 010                     | 椎名 かがり | 黒いライダースーツの女   | ラボメン最後のメンバー     | 森の妖精うーぱ             | 潘めぐみ   |
| 011                     | 阿万音 由季 | -                        | コスプレ                   | -                          | 田村ゆかり |

## 用語

### 未来ガジェット
岡部と橋田たちが開発した発明品。電話レンジ（仮）などの一部の例外を除いて、ほぼ役に立たないガラクタである。未来ガジェット研究所のホームページにて販売もされているが、未だかつて売れた試しがないらしい。
| No.     | 名称                                       | 機能                                                           |
| ------- | ------------------------------------------ | -------------------------------------------------------------- |
| 1号機   | ビット粒子砲                               | おもちゃの光線銃にテレビのリモコンを合体させたもの             |
| 2号機   | タケコプカメラー                           | 軸の部分に小型カメラを仕込んだ竹トンボ                         |
| 3号機   | もしかしてオラオラですかーっ!?             | ウソ発見器と称した発汗検知装置                                 |
| 4号機   | モアッド・スネーク                         | 多量の蒸気を噴出する超瞬間加湿器、クレイモア地雷の形をしている |
| 5号機   | またつまらぬものを繋げてしまったby五右衛門 | 掃除機の排熱を利用して動くドライヤー                           |
| 6号機   | サイリウム・セーバー                       | サイリウムに柄を付けた棒剣、血糊を装備している                 |
| 7号機   | 攻殻機動迷彩ボール                         | ブラウン管12台を球形にした擬似光学迷彩装置                     |
| 8号機   | 電話レンジ（仮）                           | 携帯電話で遠隔操作可能な電子レンジ                             |
| 9号機   | 泣き濡れし女神の帰還                       | GPS機能を搭載したビニール傘                                    |
| 10号機  | びっくりメガネちゃん                       | 3D映像化するメガネ型の映像装置                                 |
| 11号機  | バーローのアレ                             | コーラの炭酸で推進するスケートボード                           |
| 12号機  | ダーリンのばかぁ                           | 腕時計型の嘘発見器（世界線変動率3%台で登場）                   |
| 13号機  | -                                          | ヘッドホン型の脳内測定装置                                     |
| 14号機  | 電波ジャッカー                             | アナログ電波を電波ジャックするアンテナ付きHDD                  |
| 15号機  | ドッキング・ママ                           | 綯の母親の代わりとして作られた女性型アンドロイド               |
| 15号機  | -                                          | 棚にスピーカーを取り付けた様な物                               |
| 10号機  | クールビジター                             | 冷蔵庫の冷気で冷やす疑似クーラー                               |
| 92号機  | LABMEM ENERGY                              | 選ばれし者の知的飲料風味がするVAPEリキッド                     |
| 193号機 | FG-C193                                    | タイムマシンの試作機                                           |
| 204号機 | FG204 2nd EDITION Ver2.31                  | 未来のラボメンが完成させた、正真正銘のタイムマシン             |

### モデルとなった場所
| 作中での名称         | 実際の名称         | 住所                             |
| -------------------- | ------------------ | -------------------------------- |
| ブラウン管工房       | 小桧山ビル         | 東京都千代田区外神田3-6-11       |
| ラジオ会館           | 秋葉原ラジオ会館   | 東京都千代田区外神田1丁目15−16   |
| メイクイーン+ニャン2 | メイリッシュ       | 東京都千代田区外神田3丁目6-2     |
| 柳林神社             | 柳森神社、秋葉神社 | 千代田区神田須田町、台東区松が谷 |
| 牛丼さんぽ           | 牛丼専門サンボ     | 東京都千代田区外神田3丁目14−4    |
| 秋葉原駅             | JR秋葉原駅電気街口 | -                                |
| -                    | 芳林公園           | 東京都千代田区外神田3丁目5−18    |

## 主題歌
前作『CHAOS;HEAD』と同様、本作の企画原案者であり5pb.の経営にも携わる志倉千代丸が作詞・作曲者として参加している。

### 本編の主題歌
オープニングテーマ「スカイクラッドの観測者」
作詞・作曲 - 志倉千代丸 / 編曲 - 磯江俊道 / 歌 - いとうかなこ
歌詞には物語本編の内容が反映されており、世界観を俯瞰する者の視点での内容となっている。
エンディングテーマ「運命のファルファッラ」
作詞 - 夏蓮 / 作曲・編曲 - 林達志 / 歌 - ファンタズム（FES cv.榊原ゆい）
エンディングテーマ「Another Heaven」
作詞 - 漆野淳哉 / 作曲 - 須田悦弘 / 編曲 - 磯江俊道 / 歌 - いとうかなこ
トゥルーエンディングで使用される。
挿入歌「technovision」
作詞 - いとうかなこ / 作曲 - AKIRASTAR / 編曲 - DJ SADOI / 歌 - いとうかなこ
挿入歌「マスカレード 〜ノア第三章列王新世紀編より〜」
作詞 - 志倉千代丸 / 作曲・編曲 - 林達志 / 歌 - ファンタズム（FES cv.榊原ゆい）
劇中アニメ『雷ネット翔』の主題歌という設定。
PC版イメージソング「A.R.」
作詞・作曲 - 志倉千代丸 / 編曲 - 磯江俊道 / 歌 - いとうかなこ
PSP版オープニングテーマ「宇宙エンジニア」
作詞・作曲 - 志倉千代丸 / 編曲 - オオバコウスケ / 歌 - いとうかなこ
PSP版エンディングテーマ「プレギエーラの月夜に」
作詞 - 葉月みこ / 作曲 - 田中俊亮 / 編曲 - 林達志 / 歌 - ファンタズム（FES cv.榊原ゆい）
PS3版オープニングテーマ「非線形ジェニアック」
作詞・作曲 - 志倉千代丸 / 編曲 - オオバコウスケ / 歌 - いとうかなこ

### 『比翼恋理のだーりん』の主題歌
オープニングテーマ「La*La*Laラボリューション」
作詞・作曲 - 志倉千代丸 / 編曲 - 上野浩司 / 歌 - アフィリア・サーガ・イースト
エンディングテーマ「永遠のベクトル」
作詞 - 吉野麻希 / 作曲 - 溝口和彦 / 編曲 - 伊藤俊 / 歌 - いとうかなこ
エンディングテーマ「EUPHORIA 〜償いのレクイエム〜」
作詞 - 葉月みこ / 作曲・編曲 - 林達志 / 歌 - ファンタズム（FES cv.榊原ゆい）
PSP版・PS3版オープニングテーマ「禁断無敵のだーりん」
作詞・作曲 - 志倉千代丸 / 編曲 - 上野浩司 / 歌 - アフィリア・サーガ・イースト

### 『線形拘束のフェノグラム』の主題歌
オープニングテーマ「フェノグラム」
作詞・作曲 - 志倉千代丸 / 編曲 - オオバコウスケ / 歌 - 彩音
エンディングテーマ「楽園のホログラム」
作詞 - 漆野淳哉 / 作曲 - 須田悦弘 / 編曲 - 磯江俊道 / 歌 - いとうかなこ
エンディングテーマ「あの夏の日の思い出」
作詞 - 志倉千代丸 / 作曲・編曲 - 大島こうすけ / 歌 - Zwei
PS Vita版主題歌「邂逅のフェタリテート」
作詞 - MAKOTO-ONP / 作曲 - 藤井雄大 / 編曲 - オオバコウスケ / 歌 - 彩音

### 『STEINS;GATE 0』の主題歌
オープニングテーマ「アマデウス」
作詞・作曲 - 志倉千代丸 / 編曲 - 荒幡亮平 / 歌 - いとうかなこ
エンディングテーマ「ライア」
作詞 - 志倉千代丸 / 作曲・編曲 - 大島こうすけ / 歌 - Zwei
エンディングテーマ「星の奏でる歌」
作詞 - 佐々木恵梨 / 作曲 - MANYO / 編曲 - 流歌、MANYO / 歌 - 椎名かがり（潘めぐみ）
エンディングテーマ「GATE OF STEINER」
作詞 - 志倉千代丸 / 英語詩 - 佐々木恵梨、本山清治 / 作曲 - 阿保剛 / 編曲 - 悠木真一 / 歌 - 佐々木恵梨

## スタッフ

### 本編のスタッフ
- 企画/原案 - 志倉千代丸 (5pb.)
- シナリオ - 林直孝 (5pb.) / 谷崎央佳
- シナリオ構成協力 - 下倉バイオ (Nitroplus)
- キャラクターデザイン - huke
- ガジェットデザイン - SH@RP
- アートディレクター - ぺはら塗装 (Nitroplus)
- 主題歌 - いとうかなこ (5pb.)
- 音楽 - 阿保剛 (5pb.) / 磯江俊道 (ZIZZ)
- エグゼクティブプロデューサー - 志倉千代丸 / でじたろう
- プロデューサー - 松原達也 (5pb.)
- 制作 - 5pb. / ニトロプラス

### 『変移空間のオクテット』のスタッフ
- 企画/原作/エグゼクティブプロデューサー - 志倉千代丸
- プロデュース - 松原達也
- シナリオ - 林直孝
- サウンド - 阿保剛
- グラフィック - 松尾ゆきひろ、幾田洋介
- 開発 - エムツー/ワムソフト/5pb.
- 制作 - 5pb./Gigasdrop.

### 『STEINS;GATE 0』のスタッフ
- 企画/原作/エグゼクティブプロデューサー - 志倉千代丸
- シナリオ監修 - 林直孝、たきもとまさし、河西真人
- シナリオ - 林直孝、 安本亨、たきもとまさし、土屋つかさ
- 演出/絵コンテ/作画監督 - 若林漢二
- キャラクターデザイン - huke
- アートディレクター - 北原史尋
- ガジェットデザイン - SH@RP
- 音楽 - 阿保剛
- プロデューサー - 松原達也
- ディレクター - 西村卓也、梶岡俊彦、松本裕介、水野枝里子
- 制作 - MAGES.

## 評価
ファミ通アワード2009の優秀賞受賞作品で唯一、『ファミ通』のクロスレビューで評価されていない。一方、『ファミ通Xbox360』では、レビュアーの松井ムネタツ、石井ぜんじ、戸塚伎一が10点満点中9点、ローリング内沢が10点満点中7点という高い評価をつけた。
ゲームの発売後は、口コミを通じてそのストーリーが評価され、人気が広まったとされる。
ファミ通の記念号である第1234号での記念企画「読者が選ぶオールジャンルゲームベスト」（これまで出たすべてのゲームのランキング）において「アドベンチャー編」で名作をおさえて「1位」を獲得し、口コミの人気を改めて証明するかたちとなった。
4Gamer.netの読者レビューでは掲載期間である発売日から1年間、ユーザースコア100点満点中99点の高得点を獲得し総合1位を維持した。2011年5月現在、本作と同等のユーザースコアを出したソフトは出ていない。
アニメは平成23年度第15回文化庁メディア芸術祭アニメーション部門/長編（劇場公開・テレビアニメ・OVA）審査委員会推薦作品27作のうちの一つに選ばれている。
三省堂国語辞典の第八版では、SF用語としての「世界線」の説明に「コンピューターゲームの『シュタインズ・ゲート』から、2010年代に広まったことば」と補足している。

## アニメ

### STEINS;GATE (アニメ)
テレビアニメ
2011年4月から9月まで、独立UHF局ほかAT-Xにて放送された。全24話。
スペシャル
2012年2月22日発売のアニメDVD/BD 第9巻収録のテレビ未放送エピソード。本編からしばらく経過した頃の、アメリカが舞台。
劇場版アニメ
2013年4月20日に、映画『劇場版 STEINS;GATE 負荷領域のデジャヴ』が公開された。
ショートアニメ
2014年10月15日に、日本IBMとKADOKAWA、MAGESのコラボレーションが実現し、ショートムービー『STEINS；GATE 聡明叡智のコグニティブ・コンピューティング』の第1話がYoutubeで公開された。全4話全てが公式サイトにて過去公開されていたが、現在は視聴できなくなっている。なお、コグニティブ・コンピューティング端末"うーぱ"の声は天王寺綯と同じ山本彩乃。

### シュタインズ・ゲート ゼロ (アニメ)
テレビアニメ
2018年4月から、独立UHF局ほかAT-Xにて放送された。

## ラジオ
2009年9月11日から2009年10月30日まで、『STEINS;GATEラジオ 未来ガジェット電波局』全8回が配信された。HiBiKi Radio Stationで毎週金曜日更新。さらにその後2010年8月13日までに、特別編3回・出張版1回が各種CDに収録された。
2011年4月13日から2011年9月28日まで、『TVアニメ「STEINS;GATEラジオ」 未来ガジェット電波局』が配信された。毎月第2・第4水曜日21:30–22:30、ニコニコ生放送でライブストリーミング。
2013年3月7日から5月16日まで、『今井麻美・関智一のRADIO STEINS;GATE』のラジオ名で、隔週木曜日、音泉、HiBiKi Radio Stationで配信された。パーソナリティは、今井麻美（牧瀬紅莉栖 役）、関智一（橋田至 役）
2017年7月9日から7月30日まで、『山本彩乃のラジオ シュタインズ・ゲート』のラジオ名で、毎週日曜日、文化放送、超!A&G+で放送の「A&Gリクエストアワー 阿澄佳奈のキミまち!」のフロート番組（11:35 - 11:45頃）として放送していた。パーソナリティは、山本彩乃。
2018年2月24日19時にアニメ「シュタインズ・ゲート ゼロ」を特集した番組『ラジオ シュタインズ・ゲート』が文化放送にて放送された。パーソナリティは花澤香菜（椎名まゆり 役）、今井麻美。

## 漫画
| 作品名                                            | 作者             | 連載誌                 | コミック | 出版社         | 内容                                                           |
| ------------------------------------------------- | ---------------- | ---------------------- | -------- | -------------- | -------------------------------------------------------------- |
| STEINS;GATE                                       | さらちよみ       | 月刊コミックアライブ   | 全3巻    | KADOKAWA       | 本編（メインルート）                                           |
| STEINS;GATE 亡環のリベリオン                      | 水田ケンジ       | 月刊コミックブレイド   | 全3巻    | マッグガーデン | 鈴羽が主人公のスピンオフ                                       |
| しゅたいんず・げーと!                             | nini             | 月刊コミックアライブ   | 全2巻    | KADOKAWA       | スピンオフコメディ                                             |
| STEINS;GATE 恩讐のブラウニアンモーション          | 溝口岳史、吉田糺 | ファミ通コミッククリア | 全2巻    | KADOKAWA       | 天王寺裕吾が主人公のスピンオフ                                 |
| STEINS;GATE 史上最強のスライトフィーバー          | 森田柚花、とねね | 月刊少年エース         | 既刊2巻  | KADOKAWA       | 紅莉栖が主人公のスピンオフ                                     |
| STEINS;GATE 比翼恋理のスイーツはにー              | 筒井大志         | 月刊コミックブレイド   | 全1巻    | マッグガーデン | 比翼恋理のだーりんの紅莉栖ルート                               |
| STEINS;GATE 比翼恋理のフューチャーはにー          | 坂野杏梨         | 月刊コミックブレイド   | 全1巻    | マッグガーデン | 比翼恋理のだーりんの鈴羽ルート                                 |
| STEINS;GATE DROPS                                 | Carawey          | ファミ通コミッククリア | 全1巻    | KADOKAWA       | 比翼恋理のだーりんのショート漫画                               |
| STEINS;GATE 星屑のデュプレット                    | たのかみはすく   | ファミ通コミッククリア | 全1巻    | KADOKAWA       | 比翼恋理のだーりんのまゆりルート                               |
| STEINS;GATE もっと比翼恋理のスイーツはにー        | 安本亨、筒井大志 | 月刊コミックブレイド   | 全1巻    | マッグガーデン | 学園モノのスピンオフ                                           |
| STEINS;GATE -哀心迷図のバベル-                    | 成家慎一郎       | ウルトラジャンプ       | 全4巻    | 集英社         | ドラマCDα・原作の因果律のメルト 境界面上のシュタインズ・ゲート |
| STEINS;GATE 変移空間のオクテット                  | 池上竜矢         | まんがライフWIN        | 全1巻    | 竹書房         | 変移空間のオクテットのコミカライズ                             |
| STEINS;GATE 比翼恋理の+ニャン2 くらいしす☆        | nidoro           | まんがライフWIN        | 全1巻    | 竹書房         | 比翼恋理のだーりんのフェイリスルート                           |
| STEINS;GATE 比翼恋理のスイーツはにーふぁいなる    | 安本亨、筒井大志 | 月刊コミックブレイド   | 全1巻    | マッグガーデン | 学園モノのスピンオフ                                           |
| STEINS;GATE 閉時曲線のエピグラフ                  | 吉田糺           | ファミ通コミッククリア | 全2巻    | KADOKAWA       | 閉時曲線のエピグラフのコミカライズ                             |
| STEINS;GATE 永劫回帰のパンドラ                    | 鳥飼やすゆき     | ファミ通コミッククリア | 既刊1巻  | KADOKAWA       | 永劫回帰のパンドラのコミカライズ                               |
| 劇場版STEINS;GATE 負荷領域のデジャヴ              | 九我山レキ       | 月刊少年エース         | 全2巻    | KADOKAWA       | 負荷領域のデジャヴのコミカライズ                               |
| STEINS;GATE -無限遠点のアークライト-              | 成家慎一郎       | ウルトラジャンプ       | 全1巻    | 集英社         | ドラマCDβ                                                      |
| STEINS;GATE 0                                     | 姫乃タカ         | ヤングエース           | 全6巻    | KADOKAWA       | STEINS;GATE 0                                                  |
| マジキュー4コマ STEINS;GATE 世界線変動率x.091015% | アンソロジー     | ---                    | 全6巻    | KADOKAWA       | 多数の作家によるパロディ4コマ                                  |
| STEINS;GATE コミックアンソロジー                  | アンソロジー     | ---                    | 全4巻    | 一迅社         | アンソロジーコミック集                                         |
| STEINS;GATE コミックフラグメンツ                  | アンソロジー     | ---                    | 全2巻    | KADOKAWA       | アンソロジーコミック集                                         |
| STEINS;GATE 0コミックアンソロジー                 | アンソロジー     | ---                    | 既刊1巻  | 一迅社         | アンソロジーコミック集                                         |
| STEINS;GATE 0 電撃コミックアンソロジー            | アンソロジー     | ---                    | 既刊1巻  | KADOKAWA       | アンソロジーコミック集                                         |

STEINS;GATE
『月刊コミックアライブ』（KADOKAWA）にて2010年11月号より連載開始。本編（メインルート）のコミカライズ。途中、長い休載を挟みつつ2012年7月号より連載を再開し、2013年9月号まで連載された。作画はさらちよみ、2,3巻では構成協力としてさいとー栄が参加している。大筋の展開は原作通りだが所々カットされており、駆け足で進む。連載再開後はアニメ版の内容をほぼ踏襲した流れとなっている。全3巻。
1. ドラマCD付き初回限定版、ISBN 978-4-8401-3327-2、2010年6月23日初版発行、通常版、ISBN 978-4-8401-3328-9、2010年6月19日初版発行
2. ISBN 978-4-8401-5320-1、2013年9月30日初版発行
3. ISBN 978-4-8401-5321-8、2013年9月30日初版発行

STEINS;GATE 亡環のリベリオン
『月刊コミックブレイド』（マッグガーデン）にて2010年2月号より2011年9月号まで連載された。シナリオ原案は林直孝 (5pb.)、作画は水田ケンジ。鈴羽を主人公としたスピンオフ作品。レーベルはブレイドコミックス。全3巻。完結巻である3巻小冊子付き限定版が2011年10月8日に発売。通常版も同日発売した。
1. ISBN 978-4-8612-7760-3、2010年8月10日初版発行
2. ISBN 978-4-8612-7847-1、2011年4月9日初版発行
3. 限定版、ISBN 978-4-8612-7899-0、2011年10月8日初版発行、通常版ISBN 978-4-8612-7903-4、同日初版発行

しゅたいんず・げーと!
『月刊コミックアライブ』（KADOKAWA）にて2011年3月号より2012年5月号まで連載された。作者はnini。スピンオフコメディ作品。レーベルは、MFコミックスアライブシリーズ。全2巻。
1. ISBN 978-4-8401-4016-4、2011年8月23日初版発行
2. ISBN 978-4-8401-4442-1、2012年5月23日初版発行

STEINS;GATE 恩讐のブラウニアンモーション
無料Webコミック誌『ファミ通コミッククリア』（KADOKAWA）にて連載。作画は第1巻は溝口岳史、第2巻は吉田糺が担当。天王寺裕吾を主人公としたスピンオフ作品、過去を振り返る形で進行する。レーベルはファミ通クリアコミックス。2012年4月まで連載配信され、第2巻には単行本描きおろしエピソードがカバー裏と巻末数ページ掲載されている。全2巻。
1. ISBN 978-4-0472-7266-8、2011年5月14日初版発行
2. ISBN 978-4-0472-8175-2、2012年7月14日初版発行

STEINS;GATE 史上最強のスライトフィーバー
『月刊コンプティーク』（KADOKAWA）にて2011年2月号から2011年7月号まで連載されたのち、連載誌を『月刊少年エース』（KADOKAWA）に移し月刊少年エース2011年10月号より移籍連載開始。作者は森田柚花、シナリオはとねねが担当。単行本角川コミックス・エースレーベルにて発売。紅莉栖を主人公としたスピンオフ作品だが、進行はおおむね原作の展開に沿っている。既刊2巻。なお2013年5月号（2013年3月26日発売号）より2017年8月現在も4年にわたって休載が続いているが休載や連載終了などの告知は全く出ていない状態が続いている。
1. ISBN 978-4-0471-5717-0、2011年6月25日初版発行
2. ISBN 978-4-0412-0439-9、2012年9月26日初版発行

STEINS;GATE 比翼恋理のスイーツはにー
『月刊コミックブレイド』（マッグガーデン）にて2011年10月号から2012年3月号まで連載された。漫画は筒井大志が担当している。『STEINS;GATE 比翼恋理のだーりん』の紅莉栖ルートのコミカライズにあたる。全1巻。
1. ISBN 978-4-8612-7978-2、2012年4月10日初版発行

STEINS;GATE 比翼恋理のフューチャーはにー
『月刊コミックブレイド』（マッグガーデン）にて2012年5月号に掲載された、それ以外は単行本描きおろしである。漫画は坂野杏梨が担当している。『STEINS;GATE 比翼恋理のだーりん』の阿万音鈴羽ルートのコミカライズに当たる。全1巻。
1. ISBN 978-4-8612-7977-5、2012年4月10日初版発行

STEINS;GATE DROPS
無料Webコミック誌『ファミ通コミッククリア』（KADOKAWA）にて2011年8月から2012年3月にわたって連載された。作画はCaraweyが担当。ショート漫画と4コマ漫画にて構成され、岡部とラボメンとなった彼女たちとの話が描かれる。『STEINS;GATE 比翼恋理のだーりん』のコミカライズにあたる。全1巻。
1. ISBN 978-4-0472-7984-1、2012年4月14日初版発行

STEINS;GATE 星屑のデュプレット
無料Webコミック誌『ファミ通コミッククリア』（KADOKAWA）にて2011年8月から2012年3月にわたって連載された。作画はたのかみはすくが担当。『STEINS;GATE 比翼恋理のだーりん』まゆりルートのコミカライズにあたる。全1巻。
1. ISBN 978-4-0472-7985-8、2012年4月14日初版発行

STEINS;GATE もっと比翼恋理のスイーツはにー
『月刊コミックブレイド』（マッグガーデン）にて2012年6月号（2012年4月28日発売）から2012年12月号（2012年6月20日発売）連載された。全1巻。シナリオ原案は比翼恋理のだーりんのシナリオを担当した安本亨、漫画は「比翼連理のスイーツはにー」を担当した筒井大志が担当する。「STEINS;GATE比翼連理のスイーツはにー」の続編でラボメンが学園に通うという学園モノのスピンオフとなっている。さらに続編として「STEINS;GATE比翼連理のスイーツはにーふぁいなる」がある。
1. ISBN 978-4-8000-0081-1、2013年1月25日初版発行

STEINS;GATE -哀心迷図のバベル-
『ウルトラジャンプ』（集英社）にて2012年6月号（2012年5月19日発売）より連載開始し、2014年2月号まで（2014年1月19日発売）連載された。『STEINS;GATEドラマCDα「哀心迷図のバベル」ダイバージェンス0.571046%』のコミカライズにあたる。作画は成家慎一郎が担当している。原作の因果律のメルトから原作の境界面上のシュタインズ・ゲートを経て本編最後までを紅莉栖・フェイリス視点より最後は岡部倫太郎視点を交えながらコミカライズしている。一部作画担当の成家によるオリジナル解釈も描かれている。全4巻。
1. ISBN 978-4-0887-9485-3、2012年12月19日初版発行
2. ISBN 978-4-0887-9569-0、2013年4月19日初版発行
3. ISBN 978-4-0887-9671-0、2014年1月17日初版発行
4. ISBN 978-4-0887-9818-9、2014年2月19日初版発行

STEINS;GATE 変移空間のオクテット
無料Webコミックサイト『まんがライフWIN』（竹書房）にて2012年6月から2013年1月まで連載された。作画は池上竜矢が担当している。『STEINS;GATE 変移空間のオクテット』のコミカライズである。全1巻。
1. ISBN 978-4-8124-8142-4、2013年4月13日初版発行

STEINS;GATE 比翼恋理の+ニャン2 くらいしす☆
無料Webコミックサイト『まんがライフWIN』（竹書房）にて2012年6月から2013年1月まで連載された。作画はnidoroが担当している。『STEINS;GATE 比翼恋理のだーりん』のフェイリスルートのコミカライズにあたる。全1巻。
1. ISBN 978-4-8124-8144-8、2013年4月13日初版発行

STEINS;GATE 比翼恋理のスイーツはにーふぁいなる
『月刊コミックブレイド』（マッグガーデン）にて2013年1月号から6月号まで連載された。「STEINS;GATE もっと比翼恋理のスイーツはにー」に引き続きシナリオ原案は比翼恋理のだーりんのシナリオを担当した安本亨、漫画は筒井大志が担当した。「比翼恋理のスイーツはにー」シリーズの完結編である。全1巻。
1. ISBN 978-4-8000-0186-3、2013年7月10日初版発行

STEINS;GATE 閉時曲線のエピグラフ
無料Webコミック誌『ファミ通コミッククリア』（KADOKAWA）にて2013年2月より2013年12月まで連載された。外伝小説『STEINS;GATE 閉時曲線のエピグラフ』のコミカライズ。作画は吉田糺が担当した。全2巻、外伝小説の続編である『永劫回帰のパンドラ』『無限遠点のアルタイル』のコミカライズについては吉田の諸般の事情により降板となり、以降は鳥飼やすゆきが担当する。第2巻においては永劫回帰のパンドラや『無限遠点のアルタイル』の一部シーンを抜き出した予告編が掲載されている。
1. ISBN 978-4-0472-9028-0、2013年7月13日初版発行
2. ISBN 978-4-0472-9683-1、2014年5月15日初版発行

STEINS;GATE 永劫回帰のパンドラ
『閉時曲線のエピグラフ』に引き続き、無料Webコミック誌『ファミ通コミッククリア』（KADOKAWA）にて2014年5月23日より連載開始。おおむね原作よりのデザインになり、原作どおりの進行となっている。一部エピグラフ2巻と重複しているシーンがある。作画は吉田糺に代わり、鳥飼やすゆきが担当している。2015年3月現在既刊1巻。
1. ISBN 978-4-04-730222-8、2015年2月14日初版発行

劇場版STEINS;GATE 負荷領域のデジャヴ
『月刊少年エース』（KADOKAWA）にて2013年5月号（2013年3月26日発売）より劇場公開に1ヶ月先駆けて連載開始し、2013年12月号（2013年10月26日発売）まで連載された。劇場版STEINS;GATE負荷領域のデジャヴのコミカライズにあたる。作画は九我山レキが担当している。単行本は角川コミックス・エースレーベル（KADOKAWA）より発売。全2巻。
1. ISBN 978-4-04-120728-4、2013年4月26日初版発行
2. ISBN 978-4-04-120912-7、2013年12月26日初版発行

STEINS;GATE -無限遠点のアークライト-
『ウルトラジャンプ』（集英社）にて2014年4月号（2014年3月19日発売）より同年9月号（2014年8月19日発売）まで連載された。『STEINS;GATEドラマCDβ「無限遠点のアークライト」ダイバージェンス1.130205%』のコミカライズにあたる。作画はドラマCDα『哀心迷図のバベル』のコミカライズを担当した成家慎一郎が担当した。ドラマCDβを忠実にコミカライズしている。全1巻。
1. ISBN 978-4-08-890032-2、2014年11月19日初版発行

STEINS;GATE 0
『ヤングエース』（KADOKAWA）にて2017年9月号（2017年8月4日発売）より2020年3月号（2020年2月4日発売）まで連載された。その前号である2017年8月号においては、0に至るまでのストーリーが予告という形でダイジェストとして掲載された。作画は姫乃タカ。原作はMAGES.／チヨマルスタジオ。STEINS;GATE0のストーリーを冒頭からコミカライズしている。全6巻。
1. ISBN 978-4-04-106552-5、2018年4月3日発売
2. ISBN 978-4-04-106553-2、2018年5月2日発売
3. ISBN 978-4-04-107288-2、2018年9月4日発売
4. ISBN 978-4-04-107289-9、2019年2月4日発売
5. ISBN 978-4-04-109103-6、2020年4月3日発売
6. ISBN 978-4-04-109104-3、2020年4月3日発売

### アンソロジー
マジキュー4コマ STEINS;GATE 世界線変動率x.091015%
多数の作家によるアンソロジーパロディ4コマ。2012年11月現在既刊6巻。レーベルは、マジキューコミックス（KADOKAWA）
1. ISBN 978-4-0472-6481-6、2010年4月24日初版発行
2. ISBN 978-4-0472-6579-0、2010年7月24日初版発行
3. ISBN 978-4-0472-6774-9、2011年4月25日初版発行
4. ISBN 978-4-0472-7766-3、2011年12月24日初版発行
5. ISBN 978-4-0472-8008-3、2012年7月25日初版発行
6. ISBN 978-4-0472-8579-8、2012年11月24日初版発行

STEINS;GATE コミックアンソロジー
多数の作家によるアンソロジーコミック集。レーベルはIDコミックス、DNAメディアコミックス。発行元は一迅社。
1. STEINS;GATE コミックアンソロジー ISBN 978-4-7580-0576-0、2010年7月24日初版発行
2. STEINS;GATE コミックアンソロジータイムトラベラーズテイル ISBN 978-4-7580-0628-6、2011年5月25日初版発行
3. STEINS;GATE コミックアンソロジータイムトラベラーズテイル(2) ISBN 978-4-7580-0651-4、2012年2月24日初版発行
4. STEINS;GATE コミックアンソロジータイムトラベラーズテイル(3) ISBN 978-4-7580-0747-4、2013年4月25日初版発行

STEINS;GATE コミックフラグメンツ
コンプエース編集部編のアンソロジーコミック集。一部はコンプエース誌上にて掲載されている。レーベルは角川コミックス・エース。KADOKAWA発行。
1. 並行世界のシノプシス ISBN 978-4-0471-5758-3、2011年9月10日初版発行
2. 忘却曲線のナラトロジー ISBN 978-4-0471-5775-0、2011年10月6日初版発行

STEINS;GATE 0 コミックアンソロジー
多数の作家によるアンソロジーコミック集。レーベルはDNAメディアコミックス。発行元は一迅社。ISBN 978-4-7580-0901-0、2016年6月25日初版発行。
STEINS;GATE 0　電撃コミックアンソロジー
レーベルは電撃コミックスEX。九我山レキなどSTEINS;GATEシリーズのコミカライズを担当した漫画家も参加している。発行元はKADOKAWA。ISBN 978-4-0489-2103-9、2016年5月27日初版発行。

## シングルCD
「スカイクラッドの観測者」いとうかなこ
2009年10月28日発売、FVCG-1100、5pb.、KADOKAWA
Xbox 360/PC版OP主題歌。c/wにXbox 360/PC版ED主題歌「Another Heaven」。
「運命のファルファッラ」ファンタズム（FES cv.榊原ゆい）
FVCG-1101、2009年11月25日発売、5pb.、KADOKAWA
Xbox 360/PC版ED主題歌。c/wに挿入歌「マスカレード 〜ノア第三章列王新世紀編より〜」。
「A.R. / Star-Crossed」いとうかなこ
2010年7月28日発売、FVCG-1119、5pb.、KADOKAWA
PC版イメージソング「A.R.」。
「Hacking to the Gate」いとうかなこ
2011年4月27日発売、MFCZ-1005/6、フロンティアワークス/5pb.、KADOKAWA
アニメOP主題歌。
「刻司ル十二ノ盟約」ファンタズム（FES cv.榊原ゆい）
2011年5月25日発売、MFCZ-1007/8、フロンティアワークス/5pb.、KADOKAWA
アニメED主題歌。
「宇宙エンジニア」いとうかなこ
2011年6月22日発売、5FVCG-1158、5pb.、KADOKAWA
PSP版OP主題歌。c/wに『比翼恋理のだーりん』ED主題歌「永遠のベクトル」。
「プレギエーラの月夜に」ファンタズム（FES cv.榊原ゆい）
2011年6月22日発売、FVCG-1159、5pb.、KADOKAWA
PSP版ED主題歌。c/wに『比翼恋理のだーりん』ED主題歌「EUPHORIA 〜償いのレクイエム〜」。
「La*La*Laラボリューション」アフィリア・サーガ・イースト
2011年7月27日発売、FVCG-1162/3/4、5pb.、KADOKAWA
『比翼恋理のだーりん』OP主題歌。
「非線形ジェニアック」いとうかなこ
2012年5月23日発売、FVCG-1197、5pb.、KADOKAWA
PS3版OP主題歌。c/wに『Geometric space 』「Another Heaven 2012 Remix Ver. 」。
「禁断無敵のだーりん」アフィリア・サーガ・イースト
2012年6月13日発売、YZPB-5007/5/6、5pb.、クラウン徳間ミュージック販売株式会社
PSP版『比翼恋理のだーりん』OP主題歌。

## ドラマCD
| 作品名 | 販売元                        | 発売日          |
| --- | ----------------------------- | --------------- |
| STEINS;GATE ドラマCD α『哀心迷図のバベル』ダイバージェンス0.571046%                                                 | 5pb. KADOKAWA                 | 2010年 3月31日  |
| STEINS;GATE ドラマCD β『無限遠点のアークライト』ダイバージェンス1.130205%                                           | 5pb. KADOKAWA                 | 2010年 4月28日  |
| STEINS;GATE ドラマCD γ『暗黒次元のハイド』ダイバージェンス2.615074%                                                 | 5pb. KADOKAWA                 | 2010年 6月2日   |
| 『STEINS;GATE』オーディオシリーズ☆ラボメンナンバー002 ☆ 椎名まゆり                                                  | 5pb. KADOKAWA                 | 2010年 8月25日  |
| 『STEINS;GATE』オーディオシリーズ☆ラボメンナンバー003 ☆ 橋田至                                                      | 5pb. KADOKAWA                 | 2010年 9月22日  |
| 『STEINS;GATE』オーディオシリーズ☆ラボメンナンバー004 ☆ 牧瀬紅莉栖                                                  | 5pb. KADOKAWA                 | 2010年 9月22日  |
| 『STEINS;GATE』オーディオシリーズ☆ラボメンナンバー005 ☆ 桐生萌郁                                                    | 5pb. KADOKAWA                 | 2010年 10月20日 |
| 『STEINS;GATE』オーディオシリーズ☆ラボメンナンバー006 ☆ 漆原るか                                                    | 5pb. KADOKAWA                 | 2010年 10月20日 |
| 『STEINS;GATE』オーディオシリーズ☆ラボメンナンバー007 ☆ フェイリス・ニャンニャン                                    | 5pb. KADOKAWA                 | 2010年 11月24日 |
| 『STEINS;GATE』オーディオシリーズ☆ラボメンナンバー008 ☆ 阿万音鈴羽                                                  | 5pb. KADOKAWA                 | 2010年 11月24日 |
| 『STEINS;GATE』オーディオシリーズ☆ラボメンナンバー001 ☆ 岡部倫太郎                                                  | 5pb. KADOKAWA                 | 2010年 11月24日 |
| STEINS;GATEラジオ 未来ガジェット電波局コミケ特別編                                                                  | 5pb.                          | 2009年 12月29日 |
| STEINS;GATE OriginalSoundtrack+ラジオCD（仮）                                                                       | 5pb. KADOKAWA                 | 2010年 2月6日   |
| STEINS;GATEラジオ 未来ガジェット電波局コミケ78特別編+円卓会議                                                       | 5pb.                          | 2010年 8月13日  |
| アンソロジードラマCD STEINS;GATE 幻視空間のリユニオン                                                               | フロンティアワークス KADOKAWA | 2012年 1月25日  |
| アンソロジードラマCD II STEINS;GATE 夢幻泡影のバケーション                                                          | フロンティアワークス KADOKAWA | 2012年 9月26日  |
| 漫画『STEINS;GATE』ドラマCD付き初回限定版付属CD                                                                     | KADOKAWA                      | 2010年 6月23日  |
| アニメ『シュタインズ・ゲート』BD初回限定版付属CD『未来ガジェットコンパクトディスク1号・5号』                        | KADOKAWA                      | 2011年 6月22日  |
| 雑誌『コンプティーク』2011年7月号付属CD『オリジナルドラマCD』                                                       | コンプティーク                | 2011年 6月10日  |
| 雑誌『コンプティーク』2011年10月号付属CD『オリジナルドラマCD』                                                      | コンプティーク                | 2011年 9月10日  |
| 雑誌『コンプエース』2011年11月号付属CD『オリジナルドラマCD』                                                        | コンプエース                  | 2011年 9月26日  |
| 小説『STEINS;GATE 閉時曲線のエピグラフ』付属CD『射影曲面のエピキタシー』                                            | 5pb.                          | 2012年 11月9日  |
| 小説『STEINS;GATE 永劫回帰のパンドラ』付属CD『人工械機のパンデミア』                                                | 5pb.                          | 2013年 1月25日  |
| 小説『STEINS;GATE 無限遠点のアルタイル』付属CD『時限輪転のアルペジオ』                                              | 5pb.                          | 2013年 6月28日  |
| 雑誌『コンプティーク』2013年5月号付属オリジナルドラマCD 『劇場版STEINS;GATE 負荷領域のデジャヴ 赤面必至のゴシップ』 | コンプティーク                | 2013年 4月10日  |
| アニメ『シュタインズ・ゲート』BD・DVD全巻購入ソフマップオリジナル特典ミニドラマCD 『混沌必至のプレゼンテーション』  | ソフマップ                    | 2012年 2月22日  |
| 鈴羽生誕記念 第1弾ドラマCD 『尊尚親愛のハシダファミリア』                                                           | 5pb.                          | 2017年 12月     |
| 鈴羽生誕記念 第2弾ドラマCD 『悠久無限のハシダコンチェルト』                                                         | 5pb.                          | 2018年 4月      |
| 鈴羽生誕記念 第3弾ドラマCD 『九夏三伏のハシダコミマ』                                                               | 5pb.                          | 2018年 8月      |

### ドラマCD（α - γ）
発売元は5pb.、販売元はKADOKAWA。全3巻。副題のα - γはアトラクタフィールドを表している。
STEINS;GATE ドラマCD α『哀心迷図のバベル』ダイバージェンス0.571046%
2010年3月31日発売、FVCG-1108
脚本: 気賀沢昌志、林直孝
登場人物: 牧瀬紅莉栖、フェイリス・ニャンニャン、岡部倫太郎、椎名まゆり、ドクター中鉢、阿万音鈴羽、秋葉幸高
アトラクタフィールドはα。萌郁にDメールを送る前の最初のα世界線（世界線変動率は若干異なる）でのサイドストーリー。
STEINS;GATE ドラマCD β『無限遠点のアークライト』ダイバージェンス1.130205%
2010年4月28日発売、FVCG-1112
脚本: 林直孝
登場人物: 椎名まゆり、阿万音鈴羽、岡部倫太郎、橋田至、漆原るか
アトラクタフィールドはβだが、本編のいずれのβ世界線とも異なる。
STEINS;GATE ドラマCD γ『暗黒次元のハイド』ダイバージェンス2.615074%
2010年6月2日発売、FVCG-1113
脚本: 林直孝
登場人物: 岡部倫太郎、桐生萌郁、牧瀬紅莉栖、阿万音鈴羽、漆原るか、フェイリス・ニャンニャン、椎名まゆり、橋田至、天王寺裕吾 (FB)
アトラクタフィールドはCDドラマオリジナルのγ。

### オーディオシリーズ
『STEINS;GATE』オーディオシリーズと題してミニドラマ、キャラクターソングのほかデスクトップアクセサリー、キャストコメント等を収録した全8セットのCDシリーズ。発売元は5pb.、販売元はKADOKAWA。
型番（ラボメンナンバーと一致）と発売順は一部異なる。
『STEINS;GATE』オーディオシリーズ☆ラボメンナンバー002☆椎名まゆり（cv.花澤香菜）
2010年8月25日発売、FVCG-1122
『STEINS;GATE』オーディオシリーズ☆ラボメンナンバー003☆橋田至（cv.関智一）
2010年9月22日発売、FVCG-1123
『STEINS;GATE』オーディオシリーズ☆ラボメンナンバー004☆牧瀬紅莉栖（cv.今井麻美）
2010年9月22日発売、FVCG-1124
『STEINS;GATE』オーディオシリーズ☆ラボメンナンバー005☆桐生萌郁（cv.後藤沙緒里）
2010年10月20日発売、FVCG-1125
『STEINS;GATE』オーディオシリーズ☆ラボメンナンバー006☆漆原るか（cv.小林ゆう）
2010年10月20日発売、FVCG-1126
『STEINS;GATE』オーディオシリーズ☆ラボメンナンバー007☆フェイリス・ニャンニャン（cv.桃井はるこ）
2010年11月24日発売、FVCG-1127
『STEINS;GATE』オーディオシリーズ☆ラボメンナンバー008☆阿万音鈴羽（cv.田村ゆかり）
2010年11月24日発売、FVCG-1128
『STEINS;GATE』オーディオシリーズ☆ラボメンナンバー001☆岡部倫太郎（cv.宮野真守）
2010年11月24日発売、FVCG-1121

### その他のアルバム
STEINS;GATEラジオ 未来ガジェット電波局 コミケ特別編
2009年12月29日発売、FPBD-0142、5pb.、一般販売なし
ラジオの新録回「コミケ特別編」等を収録。
STEINS;GATE OriginalSoundtrack+ラジオCD（仮）
2010年2月6日発売、FVCG-1106、5pb.、KADOKAWA
ゲームの全BGMを収録した2枚組サウンドトラックと、ラジオ10回（再録9回+新録「サントラ特別編」）収録のラジオCDの3枚組。
STEINS;GATEラジオ 未来ガジェット電波局 コミケ78特別編+円卓会議
2010年8月13日発売、FPBD-0159、5pb.、一般販売なし
ラジオの新録回「コミケ78特別編」とCDドラマ「ラボメン円卓会議」を収録。
アンソロジードラマCD STEINS;GATE 幻視空間のリユニオン
2012年1月25日発売。MFCZ-1015、フロンティアワークス、KADOKAWA
コミックマーケット81にて先行販売され後に一般販売。ジャケットはアニメのキャラクターデザインである坂井久太が担当。脚本は野間美琴が担当し、スタッフもアニメスタッフが担当している。ラボメンの日常を描いたアンソロジードラマ2編とキャストコメントを収録。
アンソロジードラマCD II STEINS;GATE 夢幻泡影のバケーション
2012年9月26日発売。MFCZ-1016、フロンティアワークス、KADOKAWA
新たなガジェット開発のため熱海で合宿をするラボメンにおこる事件描いたアンソロジードラマ3編とキャストコメントを収録。

### 付属CD
詳細は各節を参照。うち※のものは劇場版の超豪華版Blu-rayの特典ドラマCDに再録されている。
- 漫画『STEINS;GATE』ドラマCD付き初回限定版付属CD（2010年6月23日）
- アニメ『シュタインズ・ゲート』BD初回限定版付属CD『未来ガジェットコンパクトディスク1号』（2011年6月22日）、以下毎月続刊
- 雑誌『コンプティーク』2011年7月号付属CD『オリジナルドラマCD』（2011年6月10日）　※
- 雑誌『コンプティーク』2011年10月号付属CD『オリジナルドラマCD』（2011年9月10日）　※
- 雑誌『コンプエース』2011年11月号付属CD『オリジナルドラマCD』（2011年9月26日）　　※
- 小説『STEINS;GATE 閉時曲線のエピグラフ』付属CD『射影曲面のエピキタシー』（2012年11月9日）
- 小説『STEINS;GATE 永劫回帰のパンドラ』付属CD『人工械機のパンデミア』（2013年1月25日）
- 小説『STEINS;GATE 無限遠点のアルタイル』付属CD『時限輪転のアルペジオ』（2013年6月28日）
- 雑誌『コンプティーク』2013年5月号付属オリジナルドラマCD『劇場版STEINS;GATE 負荷領域のデジャヴ 赤面必至のゴシップ』（2013年4月10日）脚本は林直孝が担当している。※

### アニメBD・DVD店舗特典
アニメ『シュタインズ・ゲート』全巻購入特典ソフマップオリジナルミニドラマCD『混沌必至のプレゼンテーション』（2012年2月22日）

## 小説
| 作品名                                                  | 作者           | 発売元         | 巻数    | 内容                                          |
| ------------------------------------------------------- | -------------- | -------------- | ------- | --------------------------------------------- |
| STEINS;GATE─シュタインズゲート- 円環連鎖のウロボロス    | 海羽超史郎     | KADOKAWA       | 全2巻   | おおむね原作に沿ったノベライズ                |
| STEINS;GATE─シュタインズゲート- 比翼連理のアンダーリン  | 海羽超史郎     | KADOKAWA       | 全3巻   | 前作の続編 + だーりんの要素                   |
| STEINS;GATE─シュタインズゲート- 変移空間のオクテット    | 明時士栄       | KADOKAWA       | 全2巻   | 2巻からはオリジナル要素                       |
| STEINS;GATE─シュタインズゲート- 哀心迷図のバベル        | 明時士栄       | KADOKAWA       | 全1巻   | ドラマCDのノベライズ                          |
| STEINS;GATE Chapter6.5 遥遠のヴァルハラ                 | 林直孝         | 5pb.           | C78冊子 | 『無限遠点のアルタイル』 特装版に再録         |
| STEINS;GATE Official After Story 災厄降誕ホーリー・ディ | 谷崎央佳       | ホビージャパン | ---     | 科学アドベンチャーシリーズ マニアックスに収録 |
| STEINS;GATE 蝶翼のダイバージェンス：Reverse             | 三輪清宗       | KADOKAWA       | 第1巻   | 原作のプロローグから第3章                     |
| STEINS;GATE2 形而上のネクローシス：Reverse              | 三輪清宗       | KADOKAWA       | 第2巻   | 原作の第4章から第6章                          |
| STEINS;GATE3 境界面上のシュタインズ・ゲート：Rebirth    | 三輪清宗       | KADOKAWA       | 第3巻   | 原作の第7章から最終章                         |
| STEINS;GATE4 六分儀のイディオム 前編                    | 三輪清宗       | KADOKAWA       | 第4巻   | 鈴羽と紅莉栖の短編                            |
| STEINS;GATE5 六分儀のイディオム：後編                   | 三輪清宗       | KADOKAWA       | 第5巻   | フェイリス、るか、萌郁、まゆりの短編          |
| 劇場版 STEINS;GATE 負荷領域のデジャヴ                   | 浜崎達也       | KADOKAWA       | 全2巻   | 劇場版のノベライズ                            |
| STEINS;GATE 萌芽追想のアミティエ                        | 安本亨         | BD全巻購入特典 | 小冊子  | 中学時代の岡部倫太郎と橋田至                  |
| STEINS;GATE 閉時曲線のエピグラフ                        | たきもとまさし | 5pb./GigasDrop | 第1巻   | 無限遠点のアークライトのβ世界線               |
| STEINS;GATE 永劫回帰のパンドラ                          | たきもとまさし | 5pb./GigasDrop | 第2巻   | 無限遠点のアークライトのβ世界線               |
| STEINS;GATE 無限遠点のアルタイル                        | たきもとまさし | 5pb./GigasDrop | 第3巻   | 無限遠点のアークライトのβ世界線               |
| STEINS;GATE 線形拘束のモザイシズム                      | 海法紀光       | KADOKAWA       | 全1巻   | フェノグラムのノベライズ                      |

STEINS;GATE─シュタインズゲート- 円環連鎖のウロボロス
富士見ドラゴンブック（KADOKAWA）レーベルにて発売。全2巻。著者は海羽超史郎。カバーイラストは原作のキャラクターデザインのhuke、本文イラストはbobが担当、口絵は原作のCGを使用している。本小説のボリュームは文庫でありながら第2巻は800ページを超えている。おおむね原作に沿ったノベライズだが、いくつかの展開で原作からカットまたはオリジナル要素を入れている。全2巻。
1. ISBN 978-4-8291-4593-7、2010年8月20日発売
2. ISBN 978-4-8291-4610-1、2011年3月19日発売

STEINS;GATE─シュタインズゲート- 比翼連理のアンダーリン
富士見ドラゴンブック（KADOKAWA）レーベルにて発売。『円環連鎖のウロボロス』と同様に、引き続き著者は海羽超史郎、カバーイラストはhuke。本文イラストは池田靖宏 (5pb.) が担当している。実質的に『円環連鎖のウロボロス』の続編となっており、内容は本編ノベライズの『円環連鎖のウロボロス』の世界観・設定を引き継ぎつつ、オリジナル要素を加え『STEINS;GATE 比翼恋理のだーりん』の各シナリオのイベントを挿入しているため『STEINS;GATE 比翼恋理のだーりん』ノベライズとしての性格も持ちあわせている。またドラマCD第3巻のγ世界線の要素も盛り込んでおり、原作の設定を一部補完している箇所もある。全3巻。
1. ISBN 978-4-8291-4652-1、2011年12月20日発売
2. ISBN 978-4-8291-4667-5、2012年4月20日発売
3. ISBN 978-4-8291-4684-2、2012年8月17日発売

STEINS;GATE─シュタインズゲート- 変移空間のオクテット
富士見ドラゴンブック（KADOKAWA]）レーベルにて発売。著者は明時士栄に変更になり、カバーイラストはhuke、本文イラストは一葉モカ が担当した。全2巻で完結した。1巻はほぼ原作通りに進行しており原作のほぼ最後まで進行し、第2巻は原作の設定を膨らませたオリジナル要素を多く入れている。
1. ISBN 978-4-8291-4704-7、2012年12月20日発売
2. ISBN 978-4-8291-4711-5、2013年2月20日発売

STEINS;GATE─シュタインズゲート- 哀心迷図のバベル
富士見ドラゴンブック（KADOKAWA）レーベルにて発売。ドラマCD『STEINS;GATE ドラマCD α『哀心迷図のバベル』ダイバージェンス0.571046%』のノベライズにあたる。著者は変異空間のオクテットから引き続き明時士栄が担当、カバーイラストはhuke、本文イラストは同じく集英社において上記の『哀心迷図のバベル』のコミック版を連載している成家慎一郎 が担当した。全1巻で完結。ドラマCDとその前後の時系列である原作の『因果律のメルト』を忠実にノベライズしている。
1. ISBN 978-4-8291-4723-8、2013年4月20日発売

STEINS;GATE Chapter6.5 遥遠のヴァルハラ
2010年8月13日コミックマーケット78にて5pb.が発売した「STEINS;GATE C78コミケセット」内の冊子『シュタインズ・ゲートイラストレーションズコレクション』内に収録された短編小説。著者は本編のシナリオを担当した林直孝、挿絵は文倉十。STEINS;GATE 外伝小説三部作の第3巻『無限遠点のアルタイル』の特装版の特製冊子『多元階差のテスティモニー』に再録された。
STEINS;GATE Official After Story 災厄降誕ホーリー・ディ
ホビージャパンが発売した『カオスヘッド&シュタインズ・ゲート 科学アドベンチャーシリーズ マニアックス』内に収録された原作のTrue end後を描いた小説。本編に関連した手紙も。著者は原作のシナリオも担当した谷崎央佳、同じくシナリオを担当した林直孝とニトロプラスが監修を担当し、ゲームジャパン編集部が協力している。
STEINS;GATE 蝶翼のダイバージェンス：Reverse
STEINS;GATE2 形而上のネクローシス：Reverse
STEINS;GATE3 境界面上のシュタインズ・ゲート：Rebirth
STEINS;GATE4 六分儀のイディオム：前編
STEINS;GATE5 六分儀のイディオム：後編
角川スニーカー文庫（KADOKAWA）レーベルにて発売。著者は三輪清宗。カバーイラストと口絵はアニメ版のキャラクターデザインの坂井久太、本文イラストは、アニメ画像を使用（1-3巻）、フルーツパンチ（4、5巻）。アニメ版をベースにドラマCDやコミック版など様々なメディアミックスで使われた設定を用いつつ、紅莉栖の視点で描かれている。第1巻では原作のプロローグから第3章、第2巻では第4章から第6章、第3巻では7章から最終章を中心に描いているが、第3巻では視点の関係上オリジナルエピソードが含まれている。第1巻から第3巻で本編のノヴェライズは終わりだが、ヒロイン主体の続編がいくつか続くことが第3巻のあとがきで発表された。第4・5巻は中短編形式となっており、第4巻は、阿万音鈴羽と牧瀬紅莉栖、第5巻はフェイリス・ニャンニャン、漆原るか、桐生萌郁、椎名まゆりに焦点を当てた物語となっており、キャラクターの視点で描かれている。基本的には第1-3巻において原作・アニメからカットされた話が中心であり、そこからドラマCDや各種メディアミックスの設定を用いつつ膨らませたストーリーであるが、第4巻の牧瀬紅莉栖、第5巻の桐生萌郁の話は世界線を規定していないオリジナルストーリーである。2012年6月現在既刊5巻。
1. ISBN 978-4-0447-4845-6、2011年7月1日発売
2. ISBN 978-4-0447-4853-1、2011年11月1日発売
3. ISBN 978-4-0410-0143-1、2012年2月1日発売
4. ISBN 978-4-0410-0263-6、2012年5月1日発売
5. ISBN 978-4-0410-0305-3、2012年6月1日発売

劇場版 STEINS;GATE 負荷領域のデジャヴ 上
劇場版 STEINS;GATE 負荷領域のデジャヴ 下
劇場版のノベライズであり、角川スニーカー文庫（KADOKAWA）レーベルにて発売予定。著者は浜崎達也。カバーイラストは原作キャラ原案のhuke、口絵イラストはアニメキャラクターデザインの坂井久太が担当し、本文イラストはbun150が担当している。上巻は全4章構成となっており、第一章が24話の直後の時系列がオリジナルで描かれている他、第二章がTV未放映のSPECIALエピソードの『横行跋扈のポリオマニア』のノベライズ、第三章においては『STEINS;GATE Official After Story災厄降誕ホーリー・ディ』を意識したオリジナルとなっている。第四章から映画のノベライズとなるが、劇場版では裏設定とされている部分(あるいは世界線)の描写が盛り込まれているため、上巻だけでは劇場版とは設定が異なると思われるところ、下巻では同じ結末に到り劇場版の補完となる構成となっている。下巻は全5章構成である。
1. 上巻 ISBN 978-4-0410-0809-6、2013年5月1日発売
2. 下巻 ISBN 978-4-0410-0865-2、2013年5月31日発売

STEINS;GATE 萌芽追想のアミティエ
TVアニメーション『STEINS;GATE』のBlu-ray Disc全巻連動購入応募特典小冊子に収録された小説である。著者は安本亨、監修は林直孝が担当し、挿絵は全カラーであり、原画はアニメキャラクターデザインの坂井久太が担当している。
内容は中学時代の岡部倫太郎と橋田至がどのようにして出会ったかを回想していく内容である。岡部倫太郎と橋田至のつなぎ役として新キャラクターの音海よう子が登場する。
STEINS;GATE 外伝小説三部作

5pb./GigasDrop.が直接製作・出版。全3巻が約1年かけて順次刊行された。著者（シナリオ）はたきもとまさし。カバーイラストはhuke、本文イラストは池田靖宏 (5pb.) が担当（3巻はhukeも本文イラストを担当）。
ドラマCD β『無限遠点のアークライト』で描かれたβ世界線（無限遠点アークライトとは別の世界線ではある）を小説としては初めて描く構想となっており、続編的要素も含まれている。小説オリジナルキャラクター・比屋定真帆（ひやじょうまほ）、椎名かがりも登場する。ドラマCDはシリーズを通して安本亨が担当している。
閉時曲線のエピグラフ 、2012年11月9日発売（コミックマーケット82にて先行発売された）
オリジナルドラマCD『射影曲面のエピキタシー』と特製ボックスが付属（コミケ先行発売版では付属しない）。
永劫回帰のパンドラ、2013年1月25日発売
オリジナルドラマCD『人工械機のパンデミア』と特製ボックスが付属。
無限遠点のアルタイル、2013年9月26日発売された
オリジナルドラマCD『時限輪転のアルペジオ』と小説『遥遠のヴァルハラ』やイラストレーターによる寄稿イラストが収録された特別小冊子『多元階差のテスティモニー』が付属された。
STEINS;GATE 線形拘束のモザイシズム
電撃ゲーム文庫（KADOKAWA）レーベルにて発売。著者はシュタインズ・ゲートの共同制作元のニトロプラスに所属する海法紀光。カバーイラストはhuke、本文イラストは門松みなみ が担当した。全1巻。原作の線形拘束フェノグラム本編全シナリオを再構成したノベライズである。物語の序盤に大量のDメールが届き始めることからストーリーが開始している。
1. ISBN 978-4-0486-6180-5、2014年4月10日発売

発売中止作品
STEINS;GATE -The Committee Of Antimatter-
全1巻・MAGES.自らが直接製作出版し2015年1月16日に発売する予定だったが、諸般の事情により発売中止。本編より6年先に位置する、“ シュタインズ・ゲート世界線”2016年の初夏を描いた物語を描く構想であった。
中止発表までに発表された情報は下記の通り。
- 著者：海羽超史郎（『円環連鎖のウロボロス』や『比翼連理のアンダーリン』などを担当）※ 監修：林直孝
- イラスト：吉田糺（コミック版『閉時曲線のエピグラフ』を担当）
- 本編に小冊子が付く形態で、小説にはキャラクター設定資料が収録される他、著者の別作小説『混沌の扉』が再録される予定だった。

## ファンブック
シュタインズ・ゲート 公式資料集
2010年2月26日初版発行。ファミ通編集部編、KADOKAWA発行。ISBN 978-4-0472-6374-1。シナリオ・設定などの解説やビジュアルイラスト、聖地巡礼ガイドのほか開発者座談会やインタビューが掲載されている。発売後に発売されたドラマCDについては未解説。
カオスヘッド&シュタインズ・ゲート 科学アドベンチャーシリーズ マニアックス
2010年12月17日初版発行。ホビージャパン発行。ISBN 978-4-7986-0146-5。上記の資料集では未解説であったのコミックスやドラマCD等のメディアミックス作品まで解説しており、世界線の年表が掲載される他、True end後の物語を描くショートストーリーやそれに連動した小説「牧瀬紅莉栖からの手紙」のほかインタビューが掲載されている。
STEINS;GATE 相思相愛のトゥルーメモリーズ
2011年10月31日初版発行。娘TYPE編、KADOKAWA発行。ISBN 978-4-0411-0025-7。アニメ「シュタインズ・ゲート」のキャラを岡部とダルがナビゲート。紅莉栖、まゆり、鈴羽、フェイリス、るか、萌郁の描き下ろしピンナップが6枚付いてくる。
TV Anime STEINS;GATE OFFICIAL GUIDEBOOK 記憶補完のモノグラフ
2011年11月30日初版発行。未来ガジェット研究所 監修、ニュータイプ編、KADOKAWA発行。ISBN 978-4-0411-0026-4。アニメ「シュタインズ・ゲート」の完全ガイド。ストーリーガイドやキャラ&世界観解説、主要スタッフインタビューほか、浜崎監督によるイメージボード集など収録。
シュタインズ・ゲート 比翼恋理のだーりん 公式資料集
2011年12月19日初版発行。ファミ通編集部編、KADOKAWA発行。ISBN 978-4-0472-7810-3。
STEINS;GATE 線形拘束のフェノグラム 公式資料集
2013年5月31日初版発行。電撃攻略本編集部編、KADOKAWA発行。ISBN 978-4-0489-1714-8。ゲーム『STEINS;GATE 線形拘束のフェノグラム』のファンブックであり、線形拘束のフェノグラムで使用されたグラフィックの他キャラクター設定や用語集、各章ストーリーの解説、概略そして制作スタッフ座談会の他担当声優たちのコメントが収録されている。本編『STEINS;GATE』の各章ストーリーの概要の他、『STEINS;GATE』『比翼恋理のだーりん』『線形拘束のフェノグラム』の世界線を一図に表したダイアグラムも掲載されている。
劇場版 STEINS;GATE 負荷領域のデジャヴ OFFICIAL GUIDE BOOK
2013年6月7日初版発行。ニュータイプ編、KADOKAWA発行。アニメ『劇場版STEINS;GATE 負荷領域のデジャヴ』の公式ガイドブックであり、キャラクター設定や用語集、簡単なTVアニメのおさらい、劇場版本編の映像スチールを用いた解説・考察と原作者志倉千代丸、総監督、監督等のスタッフインタビューの他、メインキャストのインタビューも掲載。また劇場版に際してメディアに発表された版権絵も収録されている。ISBN 978-4-04-110381-4
STEINS;GATE 0 公式資料集 Amadeus' Script
2016年3月31日初版発行。電撃攻略本編集部編、KADOKAWA（アスキー・メディアワークス）発行。STEINS;GATE0のファンブック・資料集である。ストーリー紹介、用語集や解説の他、0についての製作者に対しての質問コーナーも設けられている。ISBN 978-4048-65799-0
STEINS;GATE ELITE 公式資料集 Deceive the World
2018年11月30日初版発行。『電撃の単行本』レーベル、電撃ゲーム書籍編集部編、KADOKAWA発行。ゲーム『STEINS;GATE ELITE』のファンブック・資料集。全ストーリー解説のほか、既存場面やゲーム独自の新規場面の絵コンテ・キャラクター設定を掲載。また世界線や設定解説も新規に収録しつつ電撃ゲーム書籍編集部・電撃攻略本編集部が編集した『フェノグラム』・『STEINSGATE 0』の公式資料集から一部再構成した内容も収録されている。また初回限定版特典である『ファミコレ シュタインズ・ゲート』の攻略情報も収録している。ISBN 978-4049123197。

## モバイル
嫁コレ
2011年8月2日に牧瀬紅莉栖と椎名まゆり、2011年9月6日に岡部倫太郎、2011年10月11日に阿万音鈴羽、2012年3月27日にフェイリス・ニャンニャンのスマートフォン向けのボイス付きカードアプリがリリースされた。
シュタインズ・ゲート for iPhone 世界線時計
2011年8月26日からリリースされたiPhoneアプリ。ダイバージェンスメーターが表示されるアラーム付き目覚まし時計アプリ。アプリから直接つぶやける「Twitter 機能」や、公式ブログの情報更新をお知らせする「公式ブログリンク 機能」、手に入れた画像表示＆ボイス再生を自由に行える「キャラクター画像＆ボイス再生 機能」などの機能も用意されている。目覚ましボイスは撮りおろし。アニメ版がモチーフ。デベロッパーはフロンティアワークス。
2011年10月1日から10月2日まで、「オペレーション：クロノス〜48時間で世界がヤバイ…かもしれない作戦〜」というツイッター連動イベントが催された。
まゆり シュタインズ・ゲート アニメ電話
2011年9月21日からリリースされたiPhoneアプリ。キャラクターから着信があり、電話ボイスが聞ける。キャラクターと“電話をしているような感覚”を得られる。アニメ版がモチーフ。デベロッパーはメディアファクトリー。
シュタインズ・ゲートめざまし未来ガジェット0840号おかりん
シュタインズ・ゲートめざまし未来ガジェット0840号紅莉栖
シュタインズ・ゲートめざまし未来ガジェット0840号まゆり
2011年10月28日からリリースされたスマートフォン用アプリ。ボイスめざまし。アニメ版がモチーフ。デベロッパーはBIGLOBE。
バッテリーマネージャーSteins;Gate/紅莉栖
バッテリーマネージャーSteins;Gate/まゆり
バッテリーマネージャーSteins;Gate/フェイリス
バッテリーマネージャーSteins;Gate/鈴羽
バッテリーマネージャーSteins;Gate/るか
バッテリーマネージャーSteins;Gate/萌郁
バッテリーマネージャーSteins;Gate/ダル
2011年12月27日からリリースされたAndroid用アプリ。バッテリー運用調整。原作版がモチーフ。デベロッパーはID corp.。
シュタインズ・ゲートめざまし　未来ガジェット0840号鈴羽
2012年3月1日からリリースされたスマートフォン用アプリ。ボイスめざまし。アニメ版がモチーフ。デベロッパーはBIGLOBE。
STEINS;GATE Tweet
2012年3月21日からリリースされたiOS用アプリ。Twitterクライアント。壁紙、アイコン、効果音が設定できる。デベロッパーは5pb.。
Feel on! STEINS;GATEスキン
2012年8月7日からリリースされたiOS用アプリ。LisBが提供しているTwitterをコミックで楽しむというコンセプトのTwitterクライアントの『Feel on! for Twitter』とのコラボレーションスキンアプリ。デベロッパーはMAGES.。
STEINS；GATE - LINEスタンプ
2015年5月14日からリリースされているLINE上で使える動くスタンプ。スマートフォン用アプリ。デベロッパーはMAGES.。
MAPLUS+ STEINS；GATE 牧瀬紅莉栖 キャラチェンジセット
2015年12月4日からリリースされたiOSとAndroid用のアプリ。徒歩・カーナビアプリ『MAPLUS+』とのコラボレーション。目的地まで音声付きのナビゲーションをしてくれる。デベロッパーはエディア。
MAPLUS+ STEINS；GATE 椎名まゆり キャラチェンジセット
2015年12月13日からリリースされたiOSとAndroid用のアプリ。徒歩・カーナビアプリ『MAPLUS+』とのコラボレーション。目的地まで音声付きのナビゲーションをしてくれる。デベロッパーはエディア。
STEINS；GATE 0 - LINEスタンプ
2016年3月2日からリリースされているLINE上で使えるスタンプ。スマートフォン用アプリ。デベロッパーはMAGES.。
未来を変えるSTEINS;GATE スタンプ - LINEスタンプ
2018年1月11日からリリースされているLINE上で使えるスタンプ。スマートフォン用アプリ。デベロッパーはMAGES.。
しゃべる!STEINS;GATEスタンプ - LINEスタンプ
2018年8月14日からリリースされているLINE上で使える音声付きスタンプ。スマートフォン用アプリ。デベロッパーはMAGES.。
STEINS;GATE ALARM 〜時限調和のタイムピース〜
2018年9月14日からリリースされているiOSとAndroid用のアプリ。牧瀬紅莉栖のボイスと描き下ろしイラストが収録されているアラームアプリ。デベロッパーはディ・テクノ。

## 舞台
『LIVING ADV「STEINS;GATE」』というタイトルで、2013年10月12日 - 20日にダイバーシティ東京 プラザ内のZepp Diver City(TOKYO)で上演。メディア展開作品では初めて、メインキャストを一新した。

原典のシナリオ分岐システムを再現するべく、公演ごとに前・後半2つのパートで構成。後半については、ストーリーの異なる6つの「ルート」（シュタインズ・ゲート編、るか編、紅莉栖編、フェイリス編、まゆり編、鈴羽編）を設定したうえで、公演ごとにいずれか1つの「ルート」を上演していた。
また、最終日（20日）の千秋楽公演については、あらかじめメールマガジンの“ Dメール ”に登録した観客からの投票で上演する「ルート」を決定。同公演および2日目（13日）の夜公演については、ニコニコ生放送からインターネット向けに有料で動画を配信している。

### キャスト（舞台）
- 岡部倫太郎：渡辺大輔
- 牧瀬紅莉栖：外岡えりか
- 椎名まゆり：小池里奈
- 阿万音鈴羽：佃井皆美
- 漆原るか：上田理絵
- フェイリス・ニャンニャン：伊倉愛美
- 橋田至：長友光弘（響）
- 桐生萌郁：杉本有美
- 天王寺裕吾：小川輝晃
- 中鉢博士：佐久間祐人
- 秋葉幸高：塚本拓弥（紅莉栖編・フェイリス編のみ）
- アンサンブル：赤沼秀実、巽徳子、田村公典、富田大樹、名倉愛美、丸山未那子、miotchery、宮林大輔、持丸卓也、平澤香菜

### スタッフ（舞台）
- 企画・原作：志倉千代丸
- 脚本・演出：西田大輔
- シナリオ監修：林直孝／松原達也
- 制作プロデューサー：榊陽介、川淵徹
- プロデューサー：三角大、下浦貴敬

## パチスロ
- 想定科学パチスロ STEINS;GATE 廻転世界のインダクタンス （2015年、オーイズミ）
- 想定科学パチスロ STEINS;GATE 廻転世界のインダクタンス ランヴォア （2017年、オーイズミ）
- SLOT STEINS;GATE （2022年、メーシー）[55]

## パチンコ
- CR STEINS;GATE（2018年、ニューギン）
- P  STEINS;GATE0（2024年、ニューギン）

## リアル脱出ゲーム
- リアル脱出ゲーム×STEINS;GATE「繰り返す死の運命からの脱出」（2021年8月13日からスタート[56]、SCRAP） - オンラインで自宅で遊べるキット通販型の体感型ゲームで2人用。

## マーダーミステリー
- STEINS;GATE 唯一無二のピスティス（2023年4月29日から各提携店舗にて開始[57]、Studio OZON）- 公演時間は約240分で、8人用のシナリオ。事前に原作ゲームかアニメ版を把握しておくことが推奨されている。